# Шахта имени В. Л. Войкова
Ша́хта имени В. Л. Войкова — угледобывающее предприятие в городе Свердловск Луганской области, (Украина), входит в ГХК «Свердловантрацит». Официальное название ГОАО «Шахта имени В. Л. Войкова». Закрыта и ликвидирована. Добыча угля прекращена в сентябре 2001 года

## Характеристики
Фактическая добыча — 1081/571 тонн за сутки (1990/1999).
Максимальная глубина — 690/450 м (1990—1999). Протяжённость подземных выработок — 50,1/40,0 км (1990/1999).
Количество очистных забоев 3/1, подготовительных — 1/1 (1990/1999). В 1990—1999 разрабатывала пласт k5' мощностью 0,70-0,77 м, угол падения — 8—10/6—9 градусов.
Количество работавших: 1260/735 чел., в том числе под землёй — 934/515 человек (1990/1999).